# Deadwind
Deadwind (Originaltitel: Karppi, nach dem Nachnamen der Hauptfigur Sofia Karppi) ist eine finnische Krimi- und Dramaserie des Senders Yle TV2. Sie wurde am 14. März 2018 in Finnland erstausgestrahlt und erfuhr noch am selben Tag bei Netflix eine internationale Veröffentlichung. Hauptdarstellerin Pihla Viitala gewann für ihre Darstellung der Sofia Karppi 2019 den finnischen Fernsehpreis Venla in der Kategorie Beste Schauspielerin. Die Serie wurde nach drei Staffeln und insgesamt 28 Folgen eingestellt.

## Stil
Das Genre der Serie lässt sich überwiegend dem Kriminalfilm zuordnen, beinhaltet aber auch Elemente eines Thrillers und eines Nordic noirs, also einer Fernsehserie mit nordischem Flair.
In der Serie selber liegt der Fokus – anders als bei Serien wie zum Beispiel im Law-&-Order-Franchise – nicht nur auf der Aufklärung des hiesigen Mordfalles, sondern auch auf dem Privatleben der beiden Protagonisten.

### Staffeln
- Staffel 1: 2018, 12 Folgen (1 – 12)
- Staffel 2: 2020, 8 Folgen (13 – 20)
- Staffel 3: 2021, 8 Folgen (21 – 28)

## Handlung

### Staffel 1
Sofia Karppi, eine Beamtin der Polizei von Helsinki in ihren 30ern, wird mit der Aufklärung des Mordes an Anna Bergdahl betraut. Ihr zur Seite steht der neu zum Dezernat hinzu gestoßene Sakari Nurmi, der vorher in der Abteilung für Wirtschaftskriminalität tätig war. Nach und nach decken die beiden eine Verbindung zwischen Anna Bergdahl und Alex Hoikkala, einem Großindustriellen aus Helsinki, auf. Relativ schnell wird klar, dass Anna auch mit Hoikkalas Firma mehr zu tun hatte, als es zuvor jemals jemand hätte ahnen können. Währenddessen versucht Annas Witwer Usko, den Mord auf eigene Faust aufzuklären.
Privat hat Sofia es auch nicht gerade einfach – vor einigen Monaten kam ihr Ehemann ums Leben, seither muss sie sich neben ihrem zeitintensiven Beruf um ihren Sohn Emil sowie ihre rebellische Stieftochter Henna kümmern, die ihr beide mehr oder weniger die Schuld am Tod des Vaters geben.

### Staffel 2
Nurmi kehrt von seiner Kur aus Italien zurück, nachdem er im Verlauf der ersten Staffel bei einem Tauchgang radioaktiver Strahlung ausgesetzt war. Kurz darauf werden er und Karppi mit der Aufklärung eines Mord- und Korruptionsfalles beauftragt, in dem auch Drogenkriminalität eine Rolle spielt. Aufsehen erregen dabei zwei am Anfang der Staffel aufgefundene Leichen, welche dieselbe Tätowierung haben und die beide mit verbundenen Augen zurückgelassen wurden. Jedoch wird einer der Toten in Helsinki entdeckt, der andere im estnischen Tallinn. Beide Männer waren zu Lebzeiten auf einem Frachtschiff, das zwischen beiden Metropolen verkehrt, beschäftigt. Wenig später fallen auch Tapio Koskimäki – der Vorgesetzte von Karppi und Nurmi – und seine Tochter Kerttu, die zu Besuch aus Estland ist, in dessen Haus einem Mord zum Opfer.
Sowohl Koskimäki wie auch ein für tot erklärter Schiffsjunge namens Jimi Aho scheinen entscheidende Rollen bei der Aufklärung des Falls zu spielen, ebenso wie die Bürgermeisterin von Helsinki, Sara Tulisuo, die zum einen Probleme mit ihren Parteigenossen hat und sich zum anderen Korruptionsvorwürfen ausgesetzt sieht, welche den Bau eines Tunnels zwischen Helsinki und Tallinn betreffen. Henna, die aus Deutschland zurückgekehrt ist, geht ihre eigenen Wege und gerät in ihrer Ziel- und Rastlosigkeit auf Abwege und an die falschen Personen.

### Staffel 3
Sofia Karppi kehrt nach ihrer Suspendierung in den Polizeidienst zurück. Die anfänglichen Spannungen zwischen ihr und Nurmi, der für die Verhaftung von Henna am Ende der zweiten Staffel verantwortlich ist, legen sich nur langsam. Gemeinsam ermitteln sie in einer Mordserie im Umfeld eines Pharmaunternehmens, das ein Medikament zur Drogenentwöhnung auf den Markt bringen und in einer eigenen Drogenentzugsklinik anwenden möchte. Die ersten Opfer waren mehr oder weniger an der Entwicklung des Medikaments beteiligt. Später werden weitere Tote gefunden, die als Drogenabhängige mutmaßlich Opfer von Arzneimitteltests geworden sind.
Neben den beruflichen Ermittlungen wird verstärkt das Privatleben der beiden Ermittler thematisiert. Nurmis Ex-Freundin stirbt an einer Drogenüberdosis, was ihn im Hinblick auf den gemeinsamen Sohn fordert. Zudem hatte sie Verbindungen zu der Mordserie, die Karppi und er gerade untersuchen. Karppi nimmt nach einem anonymen Anruf Ermittlungen im Todesfall ihres Mannes Jussi auf und steht plötzlich als Verdächtige selber im Fokus der Ermittlungen. Ihre Stieftochter Henna gerät nach ihrer Haftentlassung wieder auf die schiefe Bahn und muss mit der Drogenfahndung kooperieren. Ein weiteres Thema ist das Sorgerecht für Karppis Sohn Emil, der unter Aufsicht der Jugendschutzbehörde steht und bei seinem Großvater lebt.

## Figuren (Auswahl)

### Sofia Karppi
Sofia Karppi ist eine recht junge und eigenwillige Ermittlerin bei der Polizei in Helsinki, die sich auch gerne Mal in die ein oder andere gefährliche Situation bringt, sollte diese denn mit den Ermittlungen zusammenhängen. Dies geht sogar so weit, dass sie schlussendlich mehrmals vom Dienst suspendiert oder von Ermittlungen abgezogen wird. Ihr Arbeitseifer, der sie auch immer wieder wertvolle Zeit mit ihrem Sohn und ihrer Stieftochter kostet, lässt sie aber trotzdem auf eigene Faust weiter ermitteln. Mit Sakari pflegt sie ein enges freundschaftliches Verhältnis, es entwickelt sich daraus jedoch keine Romanze.

### Sakari Nurmi
Sakari Nurmi ist von Beginn an Sofias Partner. Ursprünglich in der Abteilung für Wirtschaftskriminalität tätig, ist er seit dem Fall Anna Bergdahl bei der Mordkommission und hat zunächst Schwierigkeiten, mit Karppi klarzukommen. Allerdings sind diese Schwierigkeiten nicht von Dauer; schon bald pflegen die beiden ein freundschaftsähnliches Verhältnis, das nicht nur im Beruf allgegenwärtig ist, sondern sich auch auf Sofias und Nurmis jeweiliges Privatleben auswirkt. Daher kommt es vor, dass Nurmi sich auch der Betreuung von Karppis Kindern annimmt. Am Ende von Staffel 1 wird erklärt, dass er aufgrund einer Strahlenkrankheit längere Zeit zur Kur nach Italien reist.

### Tapio Koskimäki
Tapio Koskimäki ist der Vorgesetzte von Karppi und Nurmi sowie ein enger Vertrauter von Karppi. Seine Art kann mitunter als streng, gleichzeitig aber auch fair und väterlich beschrieben werden. Im Zuge des Mordfalls Anna Bergdahl zieht er Karppi vom Fall ab. In der ersten Folge der zweiten Staffel wird er Opfer eines Mordes, weswegen sein Posten durch Kulju neu besetzt werden muss.

### Usko Bergdahl
Usko Bergdahl ist der Ehemann von Anna Bergdahl. Er ist Taxifahrer und versucht, den Mord an seiner Frau mit drastischen Mitteln aufzudecken; vor allem beschuldigt er Alex Hoikkala, mit dem Anna eine Affäre hatte.

### Alex Hoikkala
Alex Hoikkala ist ein Großindustrieller, der in Helsinki eine Baufirma besitzt, mit der Anna Bergdahl in Kontakt war, weshalb er zum Kreis der Verdächtigen gehört. Alex hatte die Firma einst von seinem Vater übernommen und versucht nun, für seine Firma ein großes Bauprojekt in Helsinki an Land zu ziehen. Hoikkala leidet an einer bipolaren Störung, weshalb er einige Zeit lang in Therapie war.

## Besetzung und Synchronisation
Die deutschsprachige Synchronisation wurde von der Synchronfirma Postperfect Hamburg bewerkstelligt. Für das Dialogbuch war Thomas Maria Lehmann, für die Dialogregie Matthias Klimsa verantwortlich.
| Rolle           | Schauspieler     | Synchronsprecher | Folgen  | Bemerkungen                                                              |
| --------------- | ---------------- | ---------------- | ------- | ------------------------------------------------------------------------ |
| Sofia Karppi    | Pihla Viitala    | Eva Michaelis    | 1 – 28  | Mordermittlerin bei der Polizei von Helsinki                             |
| Sakari Nurmi    | Lauri Tilkanen   | Jesse Grimm      | 1 – 28  | Kollege von Sofia Karppi, ehemaliger Ermittler in Wirtschaftsstrafsachen |
| Raisa Peltola   | Vera Kiiskinen   |                  | 1 – 28  | Mitglied im Ermittlerteam                                                |
| JP              | Ville Myllyrinne |                  | 1 – 28  | Mitglied im Ermittlerteam                                                |
| Henna Honkasuo  | Mimosa Willamo   | Elise Eikermann  | 1 – 28  | Stieftochter von Sofia Karppi                                            |
| Emil Karppi     | Noa Tola         | Henry Schneider  | 1 – 28  | Sohn von Sofia Karppi                                                    |
| Tapio Koskimäki | Raimo Grönberg   | Douglas Welbat   | 1 – 15  | Leiter der Mordkommission                                                |
| Carl Sten       | Pertti Sveholm   |                  | 13 – 20 | Leiter der Mordkommission                                                |
| Silja Rautamaa  | Saara Kotkaniemi |                  | 21 – 28 | Leiterin der Mordkommission                                              |

## Kritiken
Der Standard bescheinigte der ersten Staffel ein bedächtiges Erzähltempo, der Zuschauer habe Zeit, der Geschichte zu folgen und mit der Hauptfigur nachzudenken, zu trauern und zu verzweifeln. Einziges Manko sei, dass sich das Drehbuch in zu vielen Nebenhandlungen verliere,  weshalb die erste Staffel mit 12 Folgen zu lang geraten sei. Die Schweizer Tageszeitung Blick bezeichnet die Handlung als „spannend und komplex zugleich“ und vergab 4 von 4 Sternen. TV Spielfilm meint, dass die finnisch-deutsche Koproduktion „handwerklich und dramaturgisch sehr gut“ ist, das Fazit lautet „Wendungsreicher Nordic Noir mit interessanter Dynamik“. Anlässlich der Veröffentlichung der dritten Staffel schreibt das RND Redaktionsnetzwerk Deutschland, dass die Serie „rabenschwarze Serienmörderdüsternis für die Freunde des Genres“ liefere, bemängelt aber die fehlende Glaubwürdigkeit durch die Verstrickungen der Hauptfiguren in den Kriminalfall.